# Hymns (Loretta Lynn)
| Recensione | Giudizio |
| ---------- | -------- |
| AllMusic   | [ 1 ]    |

Hymns è un album discografico di Loretta Lynn, pubblicato dalla casa discografica Decca Records nel novembre del 1965.

## Tracce

### LP
Lato A
1. Everybody Wants to Go to Heaven – 2:20 (Loretta Lynn) – Registrato l'8 giugno 1965 al RCA Victor Studio, Nashville, Tennessee
2. Where No One Stands Alone – 2:45 (Mosie Lister) – Registrato il 3 giugno 1965 al RCA Victor Studio, Nashville, Tennessee
3. When They Ring Those Golden Bells – 3:07 (Tradizionale; arrangiamento di Loretta Lynn) – Registrato il 7 giugno 1965 al RCA Victor Studio, Nashville, Tennessee
4. There'll Be Peace in the Valley for Me – 2:52 (Thomas A. Dorsey) – Registrato il 3 giugno 1965 al RCA Victor Studio, Nashville, Tennessee
5. If I Could Hear My Mother Pray Again – 2:16 (Tradizionale) – Registrato l'8 giugno 1965 al RCA Victor Studio, Nashville, Tennessee
6. The Third Man – 3:17 (Don Helms, Teddy Wilburn, Frances Heighton) – Registrato l'8 giugno 1965 al RCA Victor Studio, Nashville, Tennessee

Lato B
1. How Great Thou Art – 2:55 (Stuart K. Hine) – Registrato il 3 giugno 1965 al RCA Victor Studio, Nashville, Tennessee
2. Old Camp Meetin' Time – 2:04 (Tradizionale) – Registrato il 7 giugno 1965 al RCA Victor Studio, Nashville, Tennessee
3. When I Hear My Children Pray – 2:34 (Les Waldrop) – Registrato il 7 giugno 1965 al RCA Victor Studio, Nashville, Tennessee
4. In the Sweet Bye and Bye – 2:22 (Tradizionale; arrangiamento di Loretta Lynn) – Registrato l'8 giugno 1965 al RCA Victor Studio, Nashville, Tennessee
5. Where I Learned to Pray – 2:44 (Loretta Lynn) – Registrato l'8 giugno 1965 al RCA Victor Studio, Nashville, Tennessee
6. I'd Rather Have Jesus – 2:38 (Tradizionale) – Registrato il 3 giugno 1965 al RCA Victor Studio, Nashville, Tennessee

## Musicisti
Everybody Wants to Go to Heaven / If I Could Hear My Mother Pray Again / The Third Man / In the Sweet Bye and Bye / Where I Learned to Pray
- Loretta Lynn - voce
- Grady Martin - chitarra
- Harold Bradley - chitarra
- Wayne Moss - chitarra
- Don Helms - chitarra steel
- Floyd Cramer - pianoforte
- Junior Huskey - contrabbasso
- Buddy Harman - batteria
- Owen Bradley - produttore

Where No One Stands Alone / There'll Be Peace in the Valley for Me / How Great Thou Art / I'd Rather Have Jesus
- Loretta Lynn - voce
- Grady Martin - chitarra
- Wayne Moss - chitarra
- Don Helms - chitarra steel
- Floyd Cramer - pianoforte
- Junior Huskey - contrabbasso
- Buddy Harman - batteria
- Owen Bradley - produttore

When They Ring Those Golden Bells / Old Camp Meetin' Time / When I Hear My Children Pray
- Loretta Lynn - voce
- Grady Martin - chitarra
- Wayne Moss - chitarra
- Don Helms - chitarra steel
- Floyd Cramer - pianoforte
- Junior Huskey - contrabbasso
- Buddy Harman - batteria
- Owen Bradley - produttore[3]

Note aggiuntive
- Mae Boren Axton - note retrocopertina album originale[4]

## Classifica
Album
| Anno | Classifica         | Posizione raggiunta |
| ---- | ------------------ | ------------------- |
| 1966 | Top Country Albums | 10                  |